# Фридерика фон Шлибен
Фридерика Амалия Антония фон Шлибен (на немски: Friederike Amalie Antonie von Schlieben; * 28 февруари 1757, Кьонигсберг, Кралство Прусия; † 17 декември 1827, Шлезвиг) е графиня от род Шлибен и чрез женитба херцогиня на Шлезвиг-Холщайн-Зондербург-Бек. Тя е баба на Кристиан IX, крал на Дания (1863 – 1906).

## Произход
Тя е малката дъщеря на граф Карл Леополд фон Шлибен (1723 – 1788), пруски военен министър (1769 – 1772), и съпругата му графиня Мария Елеонора фон Лендорф (1723 – 1788), дъщеря на граф Ернст Ахасвер фон Лендорф (1688 – 1727), господар на Щайнорт, и Мария Луиза Хенриета фон Валенродт (1697 – 1773).
По-голямата ѝ сестра Мария Каролина фон Шлибен (1752 – 1832) се омъжва за граф Фридрих Вилхелм фон Шлибен († 1783). Брат ѝ граф Леополд фон Шлибен (1748 – 1799) се жени на 18 януари 1776 г. за графиня Луиза Ернестина фон Изенбург-Бюдинген-Вехтерсбах (1750 – 1812), дъщеря на граф Карл Лудвиг фон Изенбург-Бюдинген (1720 – 1785) и графиня Луиза Шарлота фон Лендорф (1726 – 1762), сестра на майка ѝ Мария Елеонора фон Лендорф.

## Фамилия
Фридерика фон Шлибен се омъжва на 9 март 1780 г. в Кьонигсберг за херцог Фридрих Карл Лудвиг фон Шлезвиг-Холщайн-Зондербург-Бек (1757 – 1816), единственият син на херцог Карл Антон Август фон Шлезвиг-Холщайн-Зондербург-Бек (1727 – 1759), и съпругата му бургграфиня и графиня Шарлота фон Дона-Шлобитен-Лайстенау (1738 – 1786). Те имат три деца:
- Фридерика (* 13 декември 1780; † 19 януари 1862), омъжена 1800 г. за фрайхер Самуел фон Рихтхофен (1769 – 1808)
- Луиза (* 28 септември 1783; † 24 ноември 1803), омъжена на 20 август 1803 г. в Линденау за херцог Фридрих Фердинанд фон Анхалт-Кьотен (1769 – 1830), син на княз Фридрих Ердман фон Анхалт-Кьотен-Плес
- Фридрих Вилхелм (* 4 януари 1785; † 17 февруари 1831), херцог на Шлезвиг-Холщайн-Зондербург-Глюксбург, женен на 26 януари 1810 г. в Готорф за принцеса Луиза Каролина фон Хесен-Касел (1789 – 1867), дъщеря на ландграф Карл фон Хесен-Касел (1744 – 1836) и принцеса Луиза Датска (1750-1831), дъщеря на датския крал Фредерик V. Баща на Кристиан IX, крал на Дания (1863 – 1906).